# DC Towers
Las DC Towers (también conocidas como Donau City Towers) son una pareja de torres localizadas en el distrito financiero Donau City de Viena, la capital de Austria.
El proyecto se divide principalmente en dos torres diseñadas por el arquitecto francés Dominique Perraul:
- Torre DC 1:  torre actualmente finalizada (verano de 2013), la más alta de las dos y el edificio más alto del país;
- Torre DC 2: estructura de menor tamaño y que tiene previsto comenzar su construcción tras el verano, con la conclusión de la Torre DC 1.

## Construcción

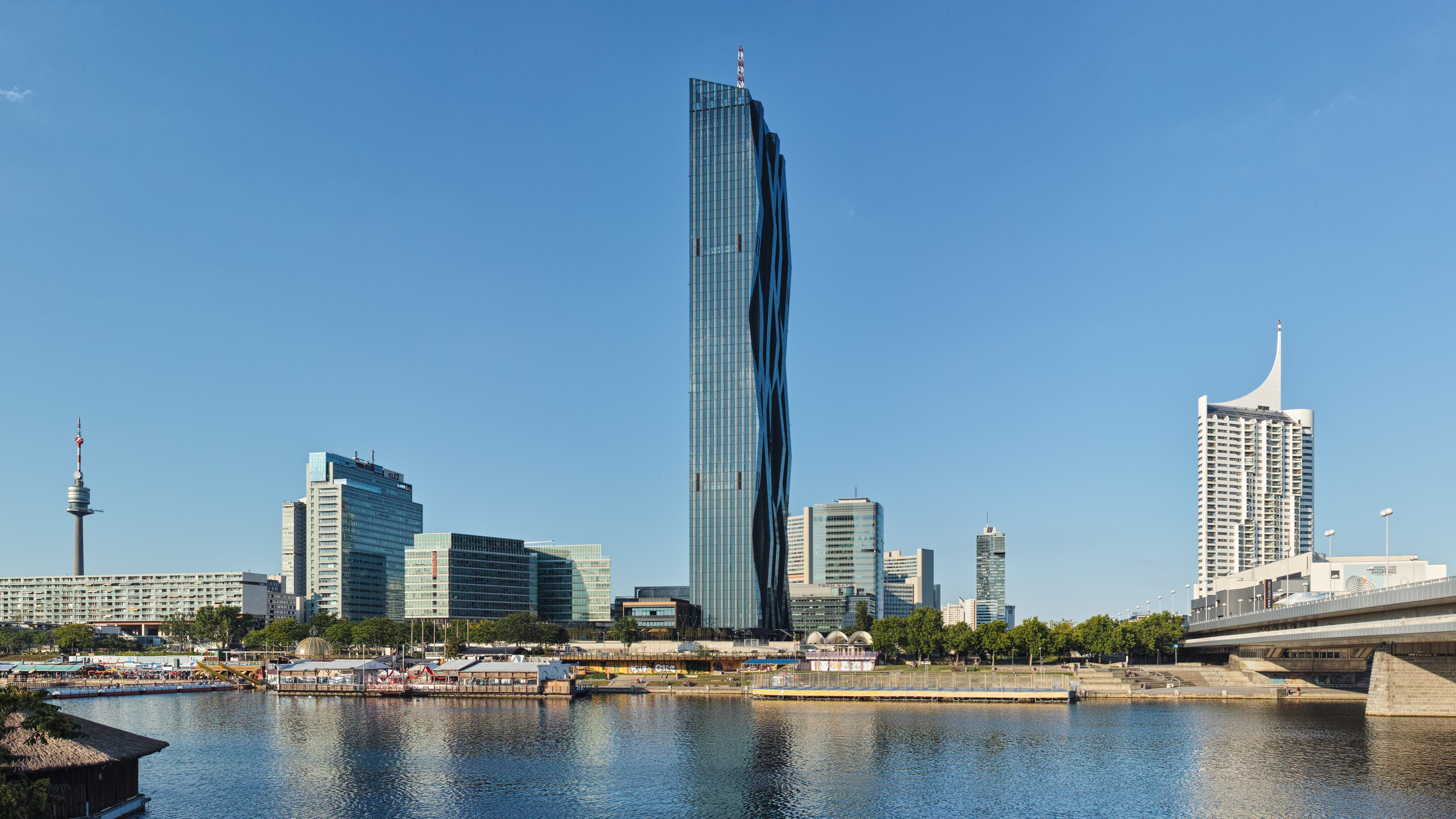
Vista de Donau City con las DC Towers en el centro

Una vez completada la torre DC 1, ésta se alzará a una altura de 220 metros (248 metros incluyendo la antena), lo que la convertirá en el rascacielos más alto de Austria, ya que superará en 18 metros la altura de la Millenium Tower, que actualmente lidera ese cargo, mientras que la torre DC 2 se espera que tenga 168 metros de altura y que lo convertirán en el cuarto edificio más alto de Viena.
Debido a la crisis financiera mundial de 2007, las preparaciones del terreno sufrieron retrasos varias veces. Finalmente, la construcción se inició el 17 de junio de 2010. El proyecto se construirá en 3 años, tras lo cual comenzarán los trabajos en la torre DC 2. La mayor parte del espacio disponible se utilizará para oficinas. Baxter International ha sido confirmado como uno de los principales inquilinos de las torres DC. Los pisos superiores se utilizarán para lofts, mientras que los 15 primeros pisos albergarán un hotel de cuatro estrellas gestionado por el grupo español Sol Meliá; además habrá también un restaurante en uno de los pisos superiores. 
En junio del año 2012 los inquilinos confirmaron la ocupación del cincuenta por ciento de la superficie de suelo en acuerdo con el propietario WED (Wiener Entwicklungsgesellschaft für den Donauraum).